# Паралия Пантелеймона
Паралия Пантелеймонос (на гръцки: Παραλία Παντελεήμονα, катаревуса: Παραλία Παντελεήμονος, Паралия Панталеймонос) е крайбрежно село в Егейска Македония, Гърция, дем Дион-Олимп в административна област Централна Македония.

## География
Паралия Пантелеймона е разположено на 36 km югоизточно от град Катерини, на морския бряг, северно от Неос Пантелеймонас и Палеос Пантелеймонас. В превод името на селото означава Плаж на Пантелеймонас.

## История
Селището е регистрирано за пръв път в преброяването от 1971 година.
| Година    | 1913 | 1920 | 1928 | 1940 | 1951 | 1961 | 1971 | 1981 | 1991 | 2001 | 2011 | 2021 |
| --------- | ---- | ---- | ---- | ---- | ---- | ---- | ---- | ---- | ---- | ---- | ---- | ---- |
| Население |      |      |      |      |      |      | 36   | 96   | 128  | 116  | 90   | 54   |